# ادهاپارا
ادهاپارا (به انگلیسی: Adhapara) در هند است که در اوریسا واقع شده‌است.

## خصوصیات
ادهاپارا ۱٬۵۰۰ نفر جمعیت دارد.